# Gira Sobrenatural
Gira Sobrenatural (también conocido como Tour Sobrenatural), fue una  gira musical del cantante y compositor de música cristiana Marcos Witt. La gira fue realizada en apoyo a su álbum, "Sobrenatural" de 2008. 
Esta es considerada como una de las giras más exitosas del cantante.

## Antecedentes
El 17 de mayo de 2008, Witt grabó en vivo su trigésimo segundo álbum en el Parque Simón Bolívar de Bogotá, Colombia. Este fue publicado el 19 de agosto de 2008; basándose en ese trabajo musical lleva a cabo la “Gira Sobrenatural”.

## Reconocimientos
- El 19 de octubre de 2009, fue declarado "Visitante Ilustre" de la Ciudad de Neuquén, Argentina por el Gobernador de la provincia Jorge Sapag.
- El 11 de diciembre de 2009 fue declarado "Visitante Distinguido" de la Ciudad de Tuxtepec, México, por el presidente municipal Gustavo Pacheco Villaseñor.
- El 12 de febrero de 2010 fue nombrado "Visitante Distinguido" por parte de la municipalidad de Quetzaltenango, Guatemala.
- El 26 de junio de 2010 fue declarado "Visitante Distinguido" de la Ciudad de Boca del Río (Veracruz), México. durante el concierto realizado en dicha ciudad, por el alcalde  Miguel Ángel Yunes Márquez.
- El 1 de diciembre de 2010 fue declarado "Hijo Distinguido" de la Ciudad de Santiago de los Caballeros, República Dominicana.

## Repertorio
Algunas de las canciones de la gira son:
1. “Desciende Aquí”
2. “Es Aquí, Es Ahora”
3. “Derrama de tu Fuego”
4. “Muévete”
5. “Sobrenatural”
6. “Si Puedes Creer”
7. “Aumenta Mi Fe”
8. “Poderoso Dios”
9. “Tu Fidelidad”
10. “Dios de Pactos”
11. “Cuan Bello e el Señor”
12. “Yo Te Busco”
13. “Yo Creo”
14. “Tu Harás”
15. “Dios Ha Sido Bueno”

Entre otras…

## Fechas de la gira
- bgcolor="#D8BFD8"

| Sudamérica               |                            |                      |                                    |
| 20 de agosto de 2008     | Pereira                    | Colombia             |                                    |
| 21 de agosto de 2008     | Cali                       | Colombia             | Estadio Olímpico Pascual Guerrero  |
| 22 de agosto de 2008     | Medellín                   | Colombia             |                                    |
| Norteamérica             |                            |                      |                                    |
| 6 de septiembre de 2008  | Orlando                    | Estados Unidos       | Disney World                       |
| 1 de octubre de 2008     | Washington D. C.           | Estados Unidos       |                                    |
| 3 de octubre de 2008     | Elizabeth                  | Estados Unidos       |                                    |
| 4 de octubre de 2008     | Atlanta                    | Estados Unidos       |                                    |
| 10 de octubre de 2008    | Dallas                     | Estados Unidos       |                                    |
| 11 de octubre de 2008    | Austin                     | Estados Unidos       |                                    |
| 13 de octubre de 2008    | Phoenix                    | Estados Unidos       | Celebrity Theatre                  |
| 16 de octubre de 2008    | El Paso                    | Estados Unidos       |                                    |
| 17 de octubre de 2008    | Las Vegas                  | Estados Unidos       |                                    |
| 24 de octubre de 2008    | Sarasota                   | Estados Unidos       |                                    |
| 28 de octubre de 2008    | Denver                     | Estados Unidos       |                                    |
| 29 de octubre de 2008    | San Diego                  | Estados Unidos       |                                    |
| 30 de octubre de 2008    | Barkesfield                | Estados Unidos       |                                    |
| 31 de octubre de 2008    | San Bernardino             | Estados Unidos       |                                    |
| 1 de noviembre de 2008   | San José                   | Estados Unidos       | HP Pavilion at San Jose            |
| Sudamérica               |                            |                      |                                    |
| 6 de febrero de 2009     | Lima                       | Perú                 | Estadio Nacional del Perú          |
| 10 de mayo de 2009       | Villavicencio              | Colombia             |                                    |
| 27 de mayo de 2009       | Talca                      | Chile                |                                    |
| 28 de mayo de 2009       | Concepción                 | Chile                | Gimnasio Municipal                 |
| 29 de mayo de 2009       | Santiago                   | Chile                |                                    |
| Centroamérica            |                            |                      |                                    |
| 3 de junio de 2009       | Ciudad de Guatemala        | Guatemala            |                                    |
| 5 de junio de 2009       | San Salvador               | El Salvador          |                                    |
| Norteamérica             |                            |                      |                                    |
| 9 de junio de 2009       | Durango                    | México               |                                    |
| 10 de junio de 2009      | Torreón                    | México               |                                    |
| 11 de junio de 2009      | Hermosillo                 | México               |                                    |
| 12 de junio de 2009      | Mexicali                   | México               |                                    |
| 13 de junio de 2009      | Tijuana                    | México               |                                    |
| 15 de junio de 2009      | Villahermosa               |                      |                                    |
| 17 de junio de 2009      | Washington D. C.           | Estados Unidos       | National Hispanic Prayer Breakfast |
| 19 de junio de 2009      | Nueva York                 | Estados Unidos       |                                    |
| Centroamérica            |                            |                      |                                    |
| 22 de junio de 2009      | Ciudad de Panamá           | Panamá               | Estadio Nacional Rod Carew         |
| 23 de junio de 2009      | Tegucigalpa                | Honduras             |                                    |
| 24 de junio de 2009      | San Pedro Sula             | Honduras             |                                    |
| 26 de junio de 2009      | San Marcos                 | Guatemala            |                                    |
| Norteamérica             |                            |                      |                                    |
| 13 de julio de 2009      | Chihuahua                  | México               |                                    |
| 14 de julio de 2009      | Culiacán                   | México               |                                    |
| 15 de julio de 2009      | Mazatlán                   | México               | Plaza de Toros                     |
| 16 de julio de 2009      | Acapulco                   | México               |                                    |
| 17 de julio de 2009      | Guadalajara                | México               |                                    |
| 25 de julio de 2009      | Galveston                  | Estados Unidos       |                                    |
| Sudamérica               |                            |                      |                                    |
| 12 de agosto de 2009     | Villavicencio              | Colombia             |                                    |
| 13 de agosto de 2009     | Barrancabermeja            | Colombia             |                                    |
| 14 de agosto de 2009     | Ibagué                     | Colombia             |                                    |
| 15 de agosto de 2009     | Bogotá                     | Colombia             |                                    |
| 16 de agosto de 2009     | Yopal                      | Colombia             |                                    |
| 17 de agosto de 2009     | Bogotá                     | Colombia             |                                    |
| 18 de agosto de 2009     | Caracas                    | Venezuela            |                                    |
| 19 de agosto de 2009     | Puerto Ordaz               | Venezuela            |                                    |
| 20 de agosto de 2009     | Valencia                   | Venezuela            |                                    |
| 21 de agosto de 2009     | Maracaibo                  | Venezuela            |                                    |
| Norteamérica             |                            |                      |                                    |
| 11 de septiembre de 2009 | Monterrey                  | México               |                                    |
| Sudamérica               |                            |                      |                                    |
| 15 de septiembre de 2009 | Quito                      | Ecuador              | Coliseo General Rumiñahui          |
| 16 de septiembre de 2009 | Cuenca                     | Ecuador              |                                    |
| 17 de septiembre de 2009 | Guayaquil                  | Ecuador              |                                    |
| 18 de septiembre de 2009 | La Paz                     | Bolivia              |                                    |
| Norteamérica             |                            |                      |                                    |
| 24 de septiembre de 2009 | Ciudad de México           | México               |                                    |
| 25 de septiembre de 2009 | Ciudad de México           | México               |                                    |
| 26 de septiembre de 2009 | Ciudad de México           | México               |                                    |
| 30 de septiembre de 2009 | Ciudad de México           | México               |                                    |
| 2 de octubre de 2009     | Puebla                     | México               |                                    |
| 3 de octubre de 2009     | Ciudad de México           | México               | Zócalo                             |
| 9 de octubre de 2009     | Filadelfia                 | Estados Unidos       |                                    |
| 10 de octubre de 2009    | Dallas                     | Estados Unidos       |                                    |
| Sudamérica               |                            |                      |                                    |
| 20 de octubre de 2009    | Neuquén                    | Argentina            | Estadio Ruca Che                   |
| 21 de octubre de 2009    | Rosario                    | Argentina            | Estadio Cubierto Newell´s Old Boys |
| 22 de octubre de 2009    | Córdoba                    | Argentina            | Estadio Chateau Carrerras          |
| 23 de octubre de 2009    | Buenos Aires               | Argentina            | Microestadio de Argentinos Juniors |
| Caribe                   |                            |                      |                                    |
| 31 de octubre de 2009    | San Juan                   | Puerto Rico          |                                    |
| Norteamérica             |                            |                      |                                    |
| 11 de noviembre de 2009  | Boston                     | Estados Unidos       |                                    |
| 12 de noviembre de 2009  | Seattle                    | Estados Unidos       |                                    |
| 13 de noviembre de 2009  | Merced                     | Estados Unidos       |                                    |
| 14 de noviembre de 2009  | Los Ángeles                | Estados Unidos       |                                    |
| Sudamérica               |                            |                      |                                    |
| 20 de noviembre de 2009  | Cali                       | Colombia             |                                    |
| 2 de diciembre de 2009   | Buenos Aires               | Argentina            |                                    |
| 3 de diciembre de 2009   | Mar del Plata              | Argentina            |                                    |
| 5 de diciembre de 2009   | São Paulo                  | Brasil               |                                    |
| Norteamérica             |                            |                      |                                    |
| 10 de diciembre de 2009  | Ciudad Victoria            | México               | Gimnasio de la UAT                 |
| 11 de diciembre de 2009  | Tuxtepec                   | México               | Centro de Espectáculos             |
| 12 de diciembre de 2009  | Cancún                     | México               | Estadio Beto Ávila                 |
| Centroamérica            |                            |                      |                                    |
| 10 de febrero de 2010    | Panajachel                 | Guatemala            |                                    |
| 11 de febrero de 2010    | Tegucigalpa                | Honduras             |                                    |
| 12 de febrero de 2010    | Quetzaltenango             | Guatemala            | Estadio Mario Camposeco            |
| 13 de febrero de 2010    | Ciudad de Guatemala        | Guatemala            | Estadio del Ejército               |
| 25 de febrero de 2010    | Managua                    | Nicaragua            |                                    |
| 26 de febrero de 2010    | Ciudad de Panamá           | Panamá               |                                    |
| Europa                   |                            |                      |                                    |
| 24 de marzo de 2010      | Barcelona                  | España               | Palau Sant Jordi                   |
| 25 de marzo de 2010      | Murcia                     | España               |                                    |
| 26 de marzo de 2010      | Sevilla                    | España               | Plaza de Toros                     |
| 27 de marzo de 2010      | Madrid                     | España               | Polideportivo Fernando Martín      |
| Norteamérica             |                            |                      |                                    |
| 1 de abril de 2010       | Miami                      | Estados Unidos       |                                    |
| Sudamérica               |                            |                      |                                    |
| 14 de abril de 2010      | Caracas                    | Venezuela            | Poliedro de Caracas                |
| 15 de abril de 2010      | Puerto La Cruz             | Venezuela            | Estadio José Antonio Anzoátegui    |
| 16 de abril de 2010      | Barinas                    | Venezuela            |                                    |
| 17 de abril de 2010      | Barquisimeto               | Venezuela            |                                    |
| 4 de mayo de 2010        | Anápolis                   | Brasil               |                                    |
| 6 de mayo de 2010        | Curitiba                   | Brasil               |                                    |
| 7 de mayo de 2010        | Fortaleza                  | Brasil               |                                    |
| Norteamérica             |                            |                      |                                    |
| 9 de mayo de 2010        | Santa Bárbara              | Estados Unidos       |                                    |
| Europa                   |                            |                      |                                    |
| 2 de junio de 2010       | Catania                    | Italia               |                                    |
| 4 de junio de 2010       | Milán                      | Italia               |                                    |
| 5 de junio de 2010       | Nápoles                    | Italia               |                                    |
| 6 de junio de 2010       | Ámsterdam                  | Países Bajos         |                                    |
| Norteamérica             |                            |                      |                                    |
| 24 de junio de 2010      | Oaxaca                     | México               |                                    |
| 25 de junio de 2010      | Puebla                     | México               |                                    |
| 26 de junio de 2010      | Veracruz                   | México               |                                    |
| Sudamérica               |                            |                      |                                    |
| 24 de julio de 2010      | San Salvador               | El Salvador          | CIFCO                              |
| Norteamérica             |                            |                      |                                    |
| 30 de julio de 2010      | Arlington                  | Estados Unidos       | ”Avívanos 2010”                    |
| Sudamérica               |                            |                      |                                    |
| 1 de noviembre de 2010   | Asunción                   | Paraguay             | Centro Familiar de Adoración       |
| 2 de noviembre de 2010   | Montevideo                 | Uruguay              |                                    |
| 3 de noviembre de 2010   | Salto                      | Uruguay              |                                    |
| Caribe                   |                            |                      |                                    |
| 1 de diciembre de 2010   | Santiago de los Caballeros | República Dominicana | Gran Arena del Cibao               |
| 3 de diciembre de 2010   | Santo Domingo              | República Dominicana | Palacio de los Deportes            |
| Europa                   |                            |                      |                                    |
| 15 de abril de 2011      | Valencia                   | España               |                                    |
| 16 de abril de 2011      | Madrid                     | España               | Polideportivo Fernando Martín      |
| 17 de abril de 2011      | Lisboa                     | Portugal             | Aula Magna                         |